# Villa Lugnet
Villa Lugnet är belägen i Kåbo sydost om Uppsala slott i kvarteret Blåsenhus. Byggnaden är utformad i timmer i en och en halv våning med två vindsvåningar i karolinsk stil med valmat tak och sannolikt uppfört under förra hälften av 1700-talet. Huset tillhörde till en början landshövdingens residens, och kallades även "Drottning Kristinas jaktstuga". 
Villa Lugnet förklarades som statligt byggnadsminne 1935 och 6 mars 1995 byggnadsminne enligt kulturminneslagen.